# Sick Puppies
Sick Puppies er et pop/rock/post-grunge band fra Australien.
| Musikgruppe | Spire Denne artikel om en australsk musikgruppe er en spire som bør udbygges. Du er velkommen til at hjælpe Wikipedia ved at udvide den. |